# Stuor-Maksjojaure
Stuor-Maksjojaure är en sjö i Jokkmokks kommun i Lappland och ingår i Luleälvens huvudavrinningsområde. Sjön har en area på 1,24 kvadratkilometer och ligger 369 meter över havet. Sjön avvattnas av vattendraget Maksjojåkkå.

## Delavrinningsområde
Stuor-Maksjojaure ingår i det delavrinningsområde (745133-164822) som SMHI kallar för Utloppet av Stuor-Maksjojaure. Medelhöjden är 514 meter över havet och ytan är 16,5 kvadratkilometer. Det finns inga avrinningsområden uppströms utan avrinningsområdet är högsta punkten. Maksjojåkkå som avvattnar avrinningsområdet har biflödesordning 2, vilket innebär att vattnet flödar genom totalt 2 vattendrag innan det når havet efter 246 kilometer. Avrinningsområdet består mestadels av skog (85 procent). Avrinningsområdet har 1,24 kvadratkilometer vattenytor vilket ger det en sjöprocent på 7,5 procent.